# 1238
Évszázadok: 12. század – 13. század – 14. század
Évtizedek: 1180-as évek – 1190-es évek – 1200-as évek – 1210-es évek – 1220-as évek – 1230-as évek – 1240-es évek – 1250-es évek – 1260-as évek – 1270-es évek – 1280-as évek
Évek: 1233 – 1234 – 1235 – 1236 –  1237 – 1238 – 1239 – 1240 – 1241 – 1242 – 1243

## Események

### Határozott dátumú események
- szeptember 28. – I. Jakab aragóniai király visszafoglalja Valencia városát a móroktól, [1] akik Granadáig vonulnak vissza.

### Határozatlan dátumú események
- az év folyamán –
  - IV. Béla magyar király – IX. Gergely pápa engedélyével – ismét zsidóknak és szaracénoknak adja bérbe az állami jövedelmeket, továbbá visszaveszi a várföldeket, ami növelte az egyházi és világi főurak elégedetlenségét.[2]
  - A tatár seregek nyugati előrenyomulásuk során felégetik Rjazanyt Moszkvát, Szuzdalt, Vlagyimirt, elpusztítják Tvert és Jaroszlavlt, Novgorod előtt azonban visszafordulnak.[3]
  - Az aquileai patriarchátus Udinébe költözik.
  - Simon de Montfort, Leicester 6. grófja és Eleonóra, III. Henrik angol király lányának esküvője.
  - I. Manuél trapezunti császár trónra lépése. (Manuél 1263-ig uralkodik.)
  - Nagyszombat városi kiváltságokat kap.[4]

## Halálozások
- március 19. – I. Henrik lengyel fejedelem (* 1163)